# USS Grissom
A USS Grissom (NCC-638) egy föderációs űrhajó a Star Trek III: Spock nyomában című filmben.
Ez a kisméretű, Oberth osztályú kutatóhajó a Star Trek II: Khan haragja című film végén keletkezett, új Genezis bolygót tanulmányozza, fedélzetén Saavik vulkáni tiszttel és James T. Kirk fiával, Marcussal, akik aztán a hajóról a bolygóra transzportálnak. Azonban egy klingon parancsnok, Kruge tudomást szerez a Genezis bolygó keletkezéséről, és a bolygóhoz repül, hogy megismerje az eljárás titkát, mert fegyverként akarja használni. Az ott tartózkodó Grissom, aminek kutatóhajó lévén még fegyverzete sincs túl későn veszi észre a klingon hajót, ezért Esteban kapitánynak még segélykérést sincs ideje leadni, mikor a klingonok tüzet nyitnak és megsemmisítik a hajót.
A Grissom, vagyis az Oberth osztály az ugyanebben a filmben debütáló USS Excelsior egy korai vázlatán alapult, amit David Carson (nem azonos a Star Trek: Nemzedékek rendezőjével) és Nilo Rodis-Jamero látványtervezők alkottak meg, ennek módosításával hozták azt létre többek közt a végleges Excelsiort is megalkotó Bill George közreműködésével.